# Macromitrium crosbyorum
Macromitrium crosbyorum là một loài rêu trong họ Orthotrichaceae. Loài này được B.H. Allen & Vitt mô tả khoa học đầu tiên năm 1998.